# Gavialis gangeticus
Il gaviale del Gange (Gavialis gangeticus) (J.F.Gmelin, 1789), noto anche semplicemente come gaviale, è un coccodrillo, unico membro vivente della famiglia Gavialidae, nonché uno dei coccodrilli viventi più lunghi. Le femmine adulte possono raggiungere una lunghezza di 4,5 metri, mentre i maschi possono raggiungere anche i 6 metri. I maschi sono distinguibili dalle femmine non solo per le dimensioni maggiori, ma anche per la distintiva protuberanza sulla punta del muso, la cui forma ricorda un vaso di terracotta indiano noto come ghara, da cui deriva il nome "gaviale". Il gaviale è uno dei coccodrilli meglio adattati alla vita acquatica, nonché il più adattato ad una dieta piscivora, grazie al suo lungo muso sottile e ai suoi 110 denti affilati che si incastrano a cerniera quando l'animale serra le fauci.
Il gaviale è nativo del subcontinente indiano settentrionale in cui, probabilmente, si è evoluto. Resti fossili di gaviali furono ritrovati in depositi risalenti al Pliocene nelle colline di Sivalik e nella valle del fiume Narmada. Attualmente il gaviale abita i fiumi delle pianure della parte settentrionale del subcontinente indiano. È il coccodrillo meglio adattato alla vita acquatica e lascia l'acqua solo per crogiolarsi al sole e per deporre le uova nei banchi di sabbia umidi. Gli adulti si accoppiano alla fine della stagione fredda, dopodiché le femmine si riuniscono in primavera per scavare i propri nidi, deponendo da 20 a 95 uova. Dopo la schiusa delle uova, le femmine si prendono cura dei piccoli, proteggendoli dai predatori fino all'inizio della stagione dei monsoni. I piccoli crescono e si nutrono in acque poco profonde durante il loro primo anno di vita, per poi spostarsi in aree dove l'acqua è più profonda man mano che crescono.
La popolazione selvatica del gaviale è diminuita drasticamente sin dagli anni '30. Oggi il suo areale è limitato al 2% della sua distribuzione storica. I programmi di conservazione avviati in India e in Nepal si sono concentrati sulla reintroduzione di gaviali allevati in cattività dall'inizio degli anni '80. Tuttavia, la perdita dell'habitat a causa dell'estrazione della sabbia e la conversione del loro territorio in terreni per l'agricoltura, l'esaurimento delle risorse ittiche e metodi di pesca dannosi, continuano a minacciare le popolazioni selvatiche. L'animale è stato elencato come in pericolo critico di estinzione nella Lista Rossa IUCN, dal 2007.
Le più antiche raffigurazioni conosciute del gaviale risalgono a circa 4.000 anni fa e sono state trovate nella valle dell'Indo. Gli indù lo considerano il veicolo della divinità fluviale Gaṅgā. Le popolazioni locali che vivevano vicino ai fiumi attribuivano a questi animali poteri mistici e curativi e usavano parti del loro corpo come ingredienti per la medicina tradizionale.

## Etimologia
Il suo nome deriva dalla corruzione della parola Hindi घड़ियाल (Ghaṛiyāla, "coccodrillo"), a sua volta derivante dal nepalese घड़ा (ghaṛā, "recipiente in terracotta", in riferimento alla tipica escrescenza sull'estremità del muso dei maschi).

## Descrizione

### Dimensioni

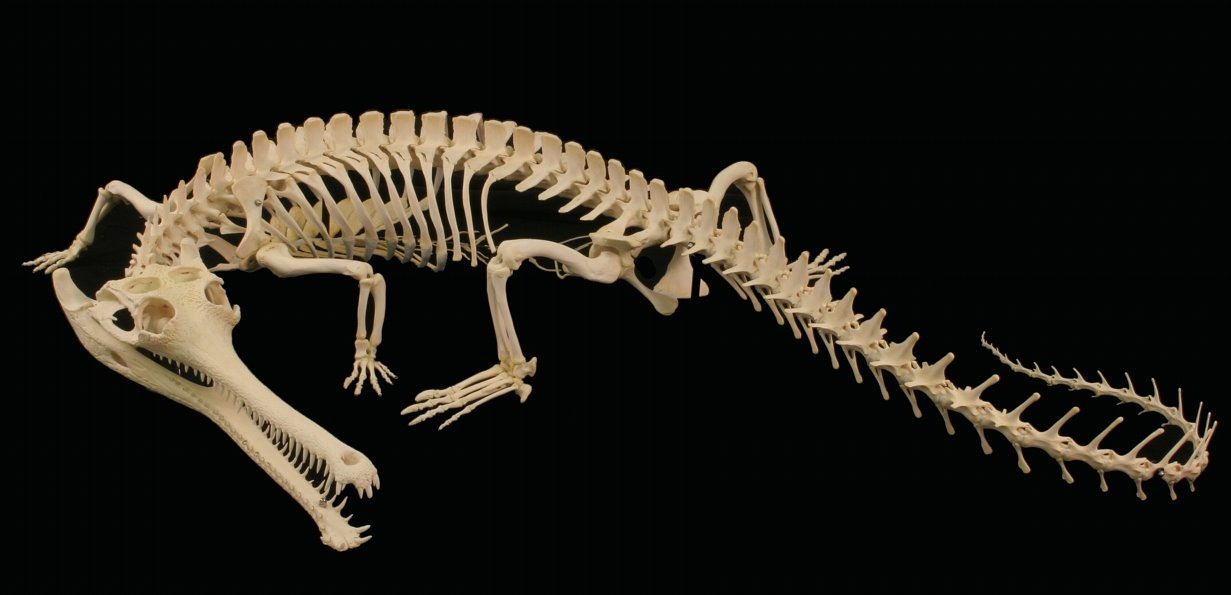
Scheletro di gaviale del Gange

Il gaviale del Gange è uno dei coccodrilli viventi più lunghi: le femmine raggiungono la maturità sessuale ad una lunghezza di 2,6 metri, sebbene possano crescere fino a 4,5 metri. I maschi, invece, maturano sessualmente quando raggiungono una lunghezza di almeno 3 metri, potendo raggiungere anche i 6 metri di lunghezza. I maschi adulti pesano in media circa 160 kg. I maschi adulti, inoltre, hanno crani più grandi delle femmine, che superano una lunghezza media di 715 millimetri ed una larghezza alla base di 287 millimetri.
Sebbene vi siano racconti di avvistamenti di animali lunghi anche più di 7 metri, i tre gaviali più grandi finora misurati sono tre maschi, uno di 7 metri catturato nel fiume Kosi nel nord del Bihar nel gennaio 1924, uno di 6,55 metri ucciso nel fiume Karnali all'altezza di Faizabad, nell'agosto del 1920, ed uno di 6,3 metri ucciso in un fiume del distretto di Jalpaiguri, nel 1934. Intorno alla fine del XX secolo, furono avvistati diversi maschi con una presunta lunghezza di 7,16-9,14 metri (23 piedi e 6 pollici – 30 piedi) nei fiumi indiani, sebbene non ci siano evidenze di tali avvistamenti e di esemplari dalle dimensioni eccezionali. Sebbene in passato non fosse difficile osservare animali lunghi anche più di 6 metri, attualmente è diventato estremamente raro avvistarne di queste dimensioni.

### Aspetto
Nel suo aspetto, il gaviale ricorda molto i coccodrilli veri e propri, sebbene osservandolo attentamente si possano notare gli adattamenti ad una vita ancora più strettamente legata all'ambiente acquatico. Il corpo è lungo e cilindrico, con corte zampe munite di cinque dita ciascuna. Le dita sono palmate, con la palmatura centrale (dita II-III e III-IV) che copre un terzo delle dita e le palmature laterali (dita I-II e IV-V) che coprono i due terzi di esse. La coda è lunga quanto il corpo ed è fortemente compressa lateralmente nei due terzi distali. Il collo è anch'esso cilindrico, allungato e molto spesso, mentre la testa è assai caratteristica per via del muso estremamente allungato, che diviene più corto e spesso man mano che l'animale matura, essendo lungo 5,5 volte la larghezza della propria base nei giovani e 3,5 volte negli adulti.
Il suo muso è molto lungo e stretto, allargato all'estremità e alloggia 27-29 denti mascellari e 25-26 denti mandibolari su ciascun lato. I denti anteriori sono i più grandi. Il primo, il secondo e il terzo dente della mandibola si adattano perfettamente agli spazi presenti nella mascella. La sinfisi mandibolare estremamente lunga si estende fino al 23º o 24º dente. Il muso dei gaviali adulti è 3,5 volte più lungo della larghezza della base del cranio. A causa di questo lungo muso il gaviale è particolarmente adatto a catturare i pesci. Le ossa nasali sono piuttosto corte e ampiamente distanziate dalle premascellari. L'osso giugale è sollevato, divenendo proporzionalmente più spesso con l'età. La forza del morso di un esemplare di circa 100 kg è di 1,784–2,006 N (401–451 lbf), indicativamente il doppio del suo peso, mentre quella di un esemplare adulto è pari a 84 kg/cm², oppure 540 kg ( 1200 lbf ). Le mascelle si chiudono con enorme velocità (16 centesimi di secondo), senza lasciare scampo ai pesci che vi passano attraverso. La velocità di chiusura tocca i 450 km/h.
Crescendo i maschi sviluppano una protuberanza nasale bulbosa cava sulla punta del muso al raggiungimento della maturità sessuale. Questa protuberanza ricorda un vaso di terracotta conosciuto localmente come "ghara". Il ghara del maschio inizia a crescere sopra le narici all'età di 11,5 anni e misura circa 5 cm × 6 cm × 3,5 cm (2,0 × 2,4 × 1,4 pollici) all'età di 15,5 anni. Questa struttura consente ai maschi di emettere un sibilo udibile a 75 metri (246 piedi) di distanza. Lo scopo del ghara non è ancora stato del tutto chiarito: esso funge, probabilmente, da cassa di risonanza, come carattere sessuale per il riconoscimento e la scelta del partner da parte delle femmine oppure per l'emissione di bolle od altri comportamenti associati al corteggiamento. Ciò rende il gaviale l'unico coccodrillo vivente con un dimorfismo sessuale così visibile.

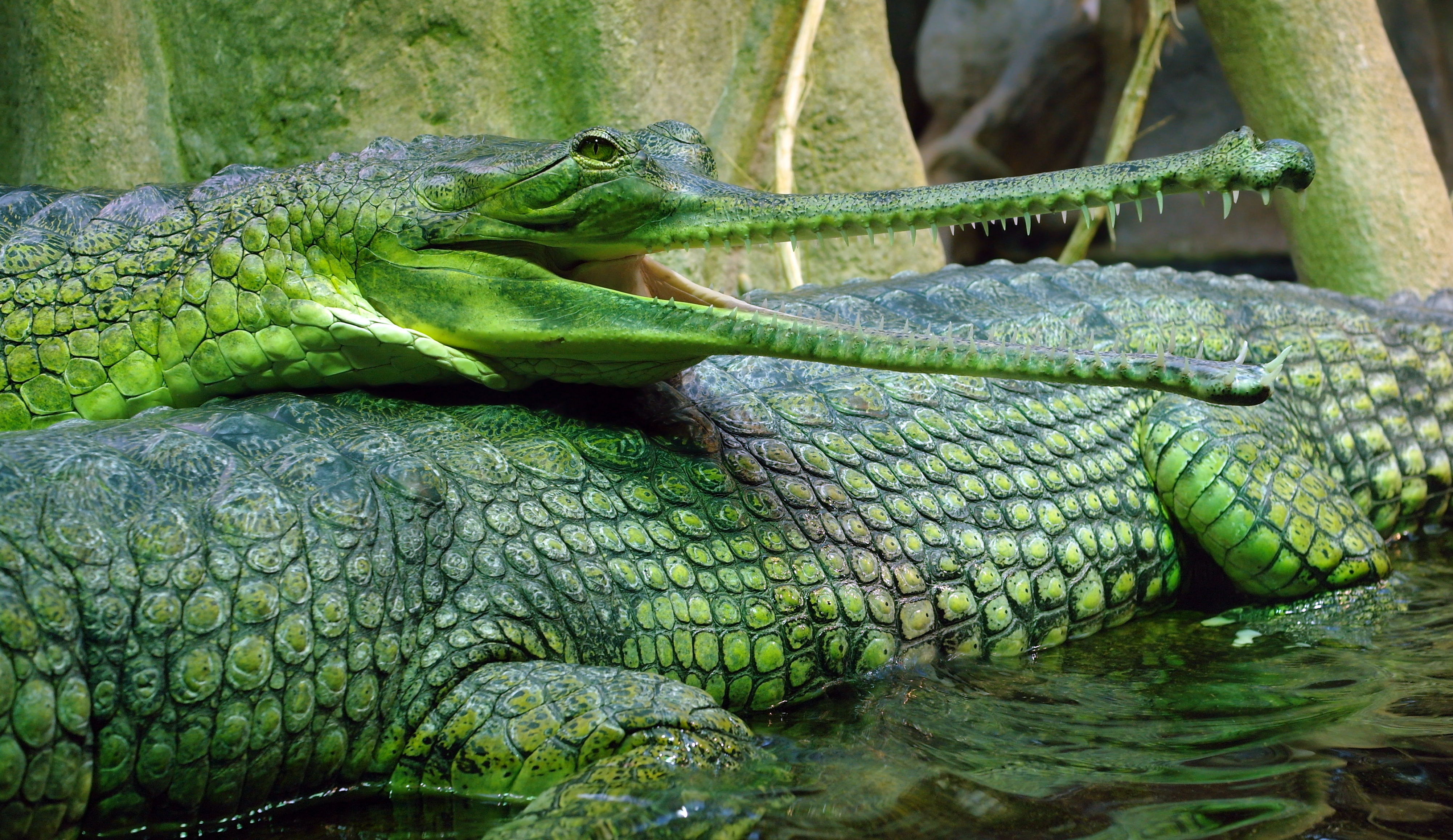
Un giovane gaviale nello zoo di Praga lascia ben osservare il lungo muso.

L'intero corpo è ricoperto di squame quadrate, che sulla superficie esterna delle zampe anteriori e posteriori s'innalzano a formare delle creste. Anche la parte appiattita della coda è sormontata da una cresta. Gli scuti presenti sulla testa, il collo e la schiena formano un'unica piastra continua composta da 21-22 serie trasversali e quattro serie longitudinali, ai lati delle quali è presente un'ulteriore fila di scutelli meno coriacei che sulla coda va a formare due creste che si riuniscono in una singola quando essa va ad assottigliarsi. Sono inoltre presenti due scuti post-occipitali di piccole dimensioni.
I gaviali tendono ad una colorazione verde-oliva, con gli adulti solitamente pi scuri dei giovani, che a volte presentano maculature o strisce marrone scuro sul corpo e sulla coda, mentre sul ventre essa assume toni più chiari che raggiungono un bianco-giallino. La colorazione, soprattutto nell'area dorsale, tende a scurirsi con l'età, divenendo grigio-nerastra dopo i 20 anni circa.

## Distribuzione e habitat

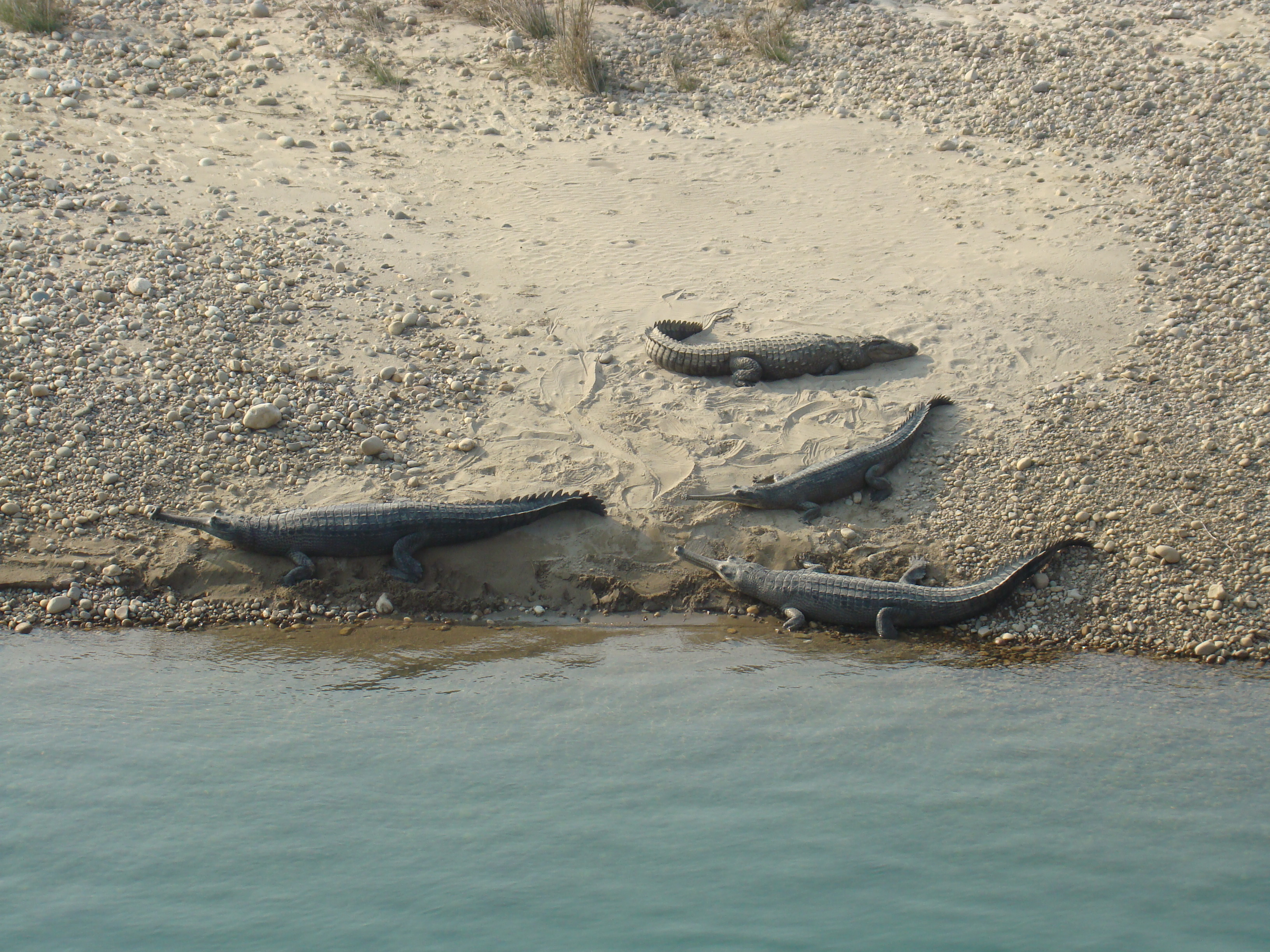
Un gruppo di gaviali ed un coccodrillo palustre, nel fiume Karnali, Nepal

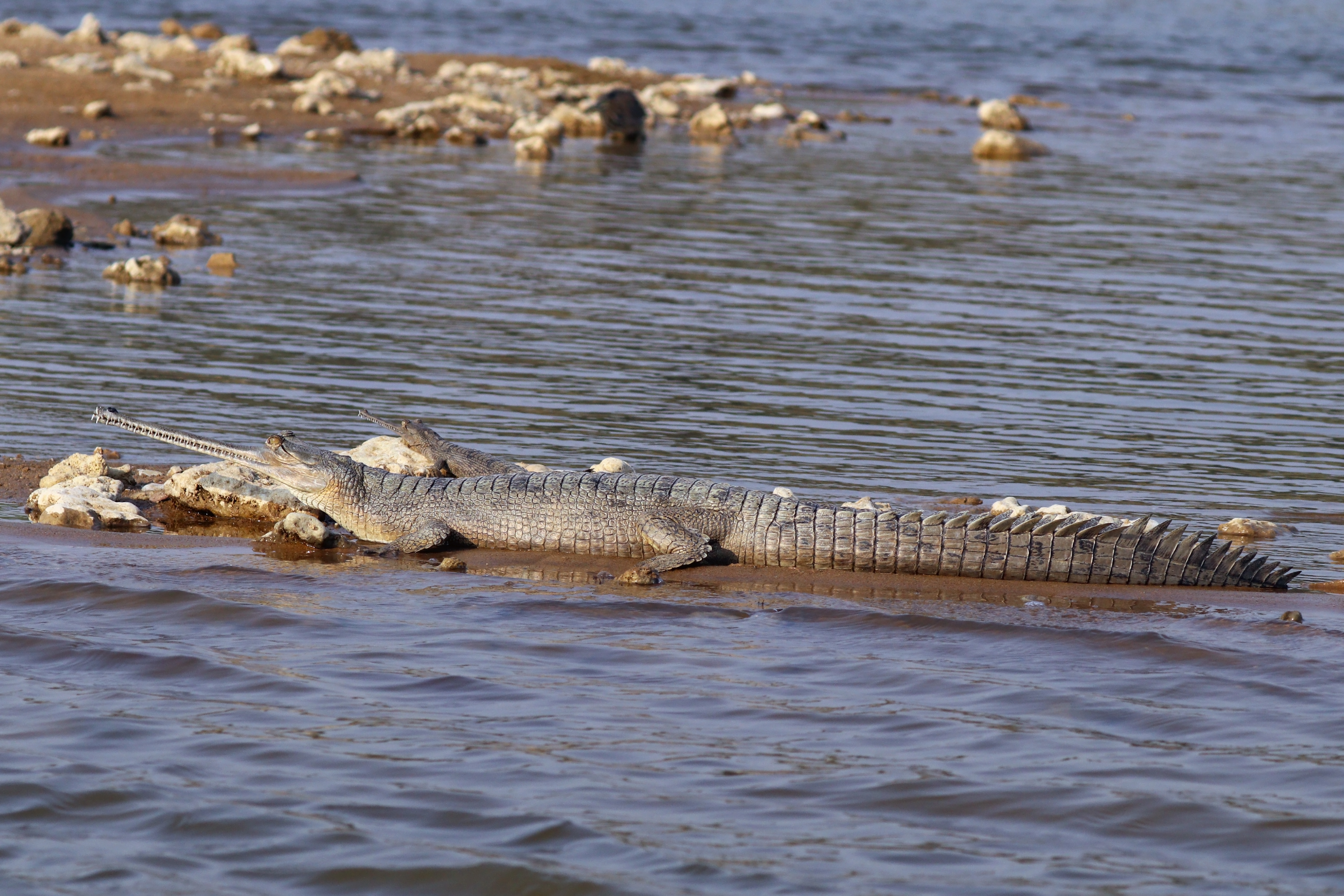
Un esemplare femmina con dei giovani

Storicamente, i gaviali prosperavano in tutti i principali sistemi fluviali del subcontinente indiano settentrionale, dal fiume Indo in Pakistan, il Gange in India, il fiume Brahmaputra nel nord-est dell'India e il Bangladesh, al fiume Irrawaddy in Myanmar. All'inizio del XX secolo, era una presenza comune nel fiume Indo e nei suoi affluenti del Punjabi. Tuttavia, all'inizio degli anni '80, era quasi del tutto estinto nell'Indo. Durante le ricerche avvenute sul fiume nel 2008 e nel 2009, non venne avvistato alcun esemplare nel fiume. L'animale prosperava anche nel fiume Godavari, in India, ma venne cacciato fino all'estinzione tra la fine degli anni Quaranta e gli anni Sessanta. Dal 1970, venne considerato estinto nel fiume Koshi. Negli anni '40, era piuttosto numeroso nel fiume Barak in Assam, che all'epoca ospitava anche grossi pesci, incluso il mahseer dorato (Tor putitora). Alcuni individui furono avvistati anche negli affluenti del fiume Barak in Assam, Mizoram e Manipur fino al 1988, tuttavia non vennero condotti altri studi al riguardo. Nel 1927, un gaviale fu ucciso nel fiume Shweli in Myanmar, un affluente del fiume Ayeyawady. Questo è l'unico documento autenticato nel paese che attesta la sopravvivenza dei gaviali nel fiume fino al XX secolo. È possibile che alcuni esemplari possano essere sopravvissuti nel fiume Shweli, ma ciò è rimasto poco chiaro nel 2012.
Nel 1976, la distribuzione geografica globale del gaviale era scesa al 2% della sua distribuzione storica e si stimava che rimanessero meno di 200 gaviali in natura. Dall'inizio degli anni '80, la popolazione selvatica è stata aumentata grazie al rilascio di esemplari allevati in cattività in India e in Nepal. Nel 2017, si stima che la popolazione globale comprenda un massimo di 900 individui, inclusi circa 600 adulti divisi in sei sottopopolazioni principali lungo 1.100 km (680 mi) di corsi fluviali, e altri 50 adulti maturi divisi in otto sottopopolazioni minori lungo 1.200 km (750 mi) di corsi fluviali.
In Nepal sono presenti piccole popolazioni che si stanno lentamente riprendendo negli affluenti del Gange, come il sistema fluviale Narayani-Rapti nel Parco nazionale di Chitwan ed il sistema fluviale Karnali-Babai nel Parco nazionale reale di Bardia. Nella primavera del 2017, il fiume Babai è stato esplorato utilizzando un veicolo aereo senza equipaggio, che ha rilevato la presenza di 33 esemplari su un tratto di fiume di 102 km (63 mi).
In India, popolazioni selvatiche di gaviali possono essere trovate in:
- Fiume Ramganga nel Corbett National Park, dove sono stati registrati cinque esemplari nel 1974. I gaviali allevati in cattività sono stati rilasciati dalla fine degli anni '70. La popolazione si riproduce dal 2008, ed è aumentata a circa 42 adulti entro il 2013.[38][39] La maggior parte di loro si riunisce lungo un tratto di 8 km (5,0 mi) nel litorale del bacino idrico di Kalagarh. I sondaggi del 2015 hanno rivelato una popolazione di 90 gaviali di cui 59 adulti riproduttori;[40]
- Gange, dove sono stati rilasciati 494 gaviali tra il 2009 e il 2012 nell'Hastinapur Wildlife Sanctuary;[41]
- Fiume Girwa nel Katarniaghat Wildlife Sanctuary, dove la piccola popolazione riproduttiva è stata rafforzata con gaviali allevati in cattività dal 1979.[42] Un totale di 909 gaviali sono stati rilasciati fino al 2006, ma solo 16 femmine nidificanti sono state registrate nello stesso anno.[1] Nel dicembre 2008, sono stati contati 105 individui, inclusi 35 adulti. Nella primavera del 2009 sono stati contati 27 nidi in sette siti;[43]
- Il fiume Gandaki a valle dello sbarramento di Triveni a ovest del Parco nazionale di Valmiki e adiacente al Santuario di Sohagi Barwa.[44] La popolazione è aumentata da 15 gaviali nel 2010 a 54 individui registrati nel marzo 2015 su un tratto di 320 km (200 mi). 35 di questi gaviali sono nati in natura;[45]
- Fiume Chambal nel Santuario Nazionale di Chambal dove sono stati registrati 107 gaviali nel 1974. I gaviali allevati in cattività sono stati rilasciati dal 1979 e la popolazione è aumentata a 1.095 gaviali, nel 1992.[46] Tra dicembre 2007 e marzo 2008, 111 gaviali sono stati trovati morti.[47] Un totale di 948 gaviali è stato contato durante le indagini del 2013 lungo il tratto di fiume protetto di 414 km (257 mi).[48] Nel 2017, questa popolazione è stata stimata a 617-761 individui adulti e più di 1250 individui da due diversi gruppi di indagine; sono stati, inoltre, contati 411 nidi;[49]
- Fiume Parbati, un affluente del fiume Chambal, dove i gaviali hanno iniziato a utilizzare i banchi di sabbia della zona dal 2015 circa; Nel 2016 sono stati osservati 29 gaviali e nel 2017 sono stati contati 251 piccoli in due siti di nidificazione diversi;[49]
- Fiume Yamuna, dove sono stati registrati otto giovani gaviali nell'autunno 2012 vicino alla confluenza dei fiumi Ken e Yamuna. Probabilmente erano i discendenti della popolazione riproduttiva nel fiume Chambal e si erano spostati lungo il fiume durante le inondazioni dei monsoni;[50]
- Fiume Son, dove sono stati rilasciati 164 gaviali allevati in cattività tra il 1981 e il 2011;[51]
- Fiume Koshi, nel Bihar, dove due gaviali sono stati avvistati crogiolarsi al sole alla fine di gennaio 2019 durante un'indagine rivolta ai delfini di fiume dell'Indo (Platanista gangetica) su un tratto di circa 175 km (109 mi). Questo è il primo avvistamento di gaviali selvatici nel fiume dagli anni '70.[52]
- Fiume Mahanadi, nel Santuario della gola di Satkosia di Orissa, dove furono rilasciati circa 700 gaviali tra il 1977 e l'inizio degli anni '90.[42][53] Durante un'indagine della durata di 1,5 anni nel 2005-2006, solo un maschio e una femmina di gaviale sono stati avvistati muoversi insieme e condividere i banchi di sabbia del fiume.[54]

Tra il 1979 e il 1993, meno di 20 individui sono stati avvistati nella parte superiore del fiume Brahmaputra tra il Parco nazionale di Kaziranga e il Parco nazionale di Dibru-Saikhowa. Questa popolazione era diminuita a causa della pesca commerciale, del bracconaggio, dell'invasione da parte della popolazione locale nei terreni di riproduzione e dell'insabbiamento dei letti dei fiumi a seguito della deforestazione. Circa 30 gaviali sono stati osservati in piccoli laghi e affluenti del fiume Brahmaputra in Assam tra il 2004 e il 2007.
Nel Bangladesh, i gaviali sono stati osservati nei fiumi Padma, Jamuna, Mahananda e Brahmaputra tra il 2000 e il 2015.
Questo coccodrillo è un abitatore di grossi corsi d'acqua a corso lento e con aree sabbiose più o meno estese.

## Tassonomia

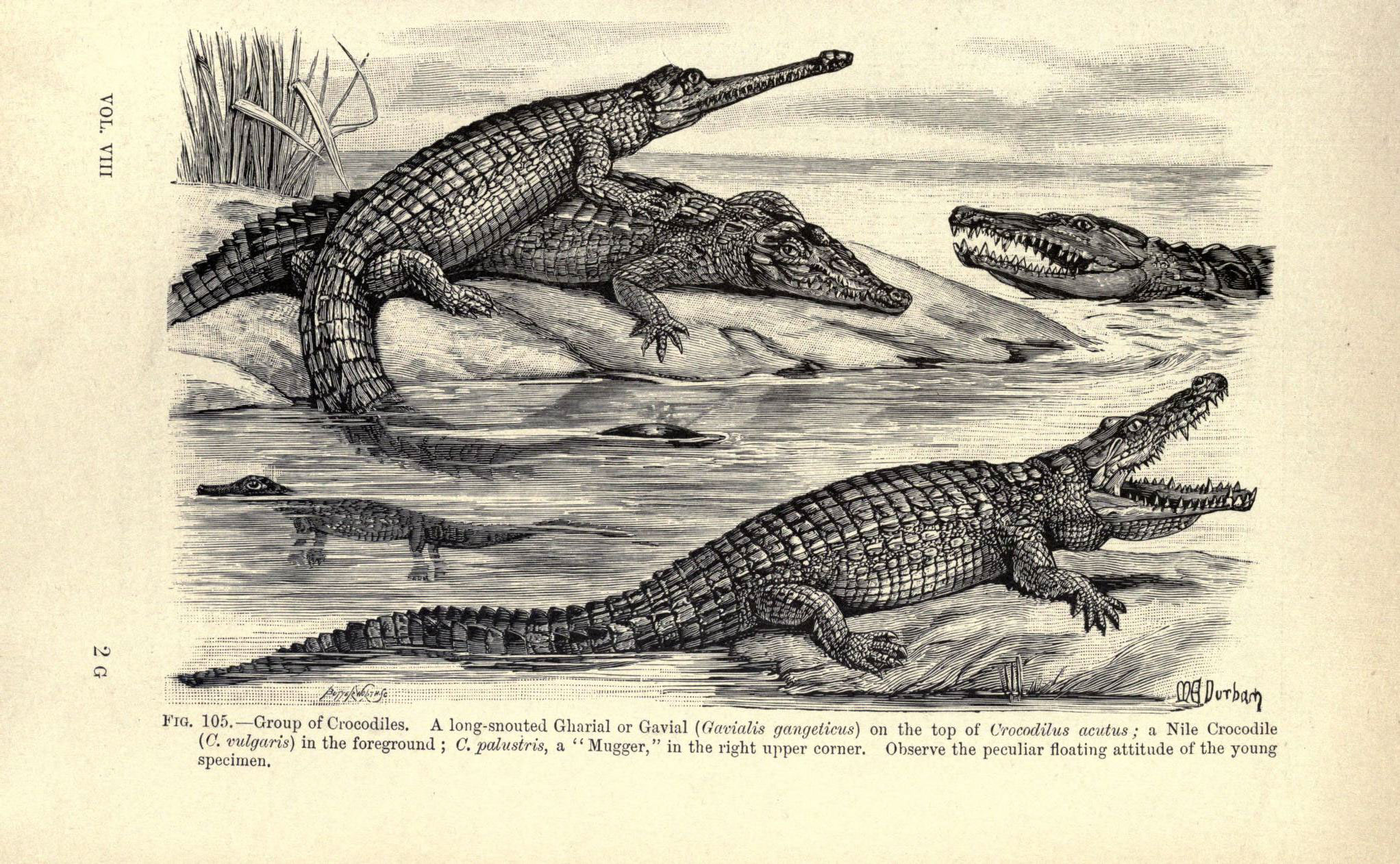
Illustrazione di vari crocodylia (gaviale in alto a sinistra), da Amphibia and reptiles, di Hans Gadow (1909)

Lacerta gangetica fu il nome scientifico proposto da Johann Friedrich Gmelin, nel 1789, per indicare il gaviale. La scelta di Gmelin, fu dettata da Carl Linnaeus che propose il genere Lacerta, nel 1758, come genere contenitore per coccodrilli e varie lucertole conosciute all'epoca.
In seguito il gaviale venne inserito nel genere Crocodilus da vari naturalisti:
- C. gavial, di Pierre Joseph Bonnaterre, 1789;[60]
- C. longirostris, di Johann Gottlob Theaenus Schneider, 1801;[61]
- C. arctirostris, di François Marie Daudin, 1802;[62]
- Longirostres era un sottogruppo proposto da Georges Cuvier, nel 1807, per i coccodrilli dal muso lungo. In questo sottogruppo mise C. gangeticus con il Gange come località tipo, e C. tenuirostris senza località tipo;[63]

Il nome generico Gavialis fu proposto da Nicolaus Michael Oppel, nel 1811, per i coccodrilli con un dorso di forma cilindrica, collocando questo genere nella famiglia Crocodilini. Rhamphostoma venne proposto da Johann Georg Wagler, nel 1830, il quale considerava che questo genere contenesse due specie, Crocodilus gangeticus e C. tenuirostris. Il nome della famiglia Gavialidae venne proposto da Arthur Adams, nel 1854, con Gavialis come unico genere di questa famiglia. Gavialis gangetica era il nome scientifico usato da Albert Günther, nel 1864, che considerava L. gangetica, C. longirostris e C. tenuirostris come sinonimi e Gavialis un taxon monotipico. John Edward Gray esaminò gli esemplari zoologici della collezione del Museo di storia naturale di Londra, arrivando anch'esso alla conclusione che il gaviale fosse monotipico, nel 1869. Il genere venne quindi collocato nella famiglia Gavialidae insieme al falso gaviale (Tomistoma schlegelii) in quanto entrambi provvisti di fauci lunghe e sottili ed una dentatura simile.

### Storia evolutiva

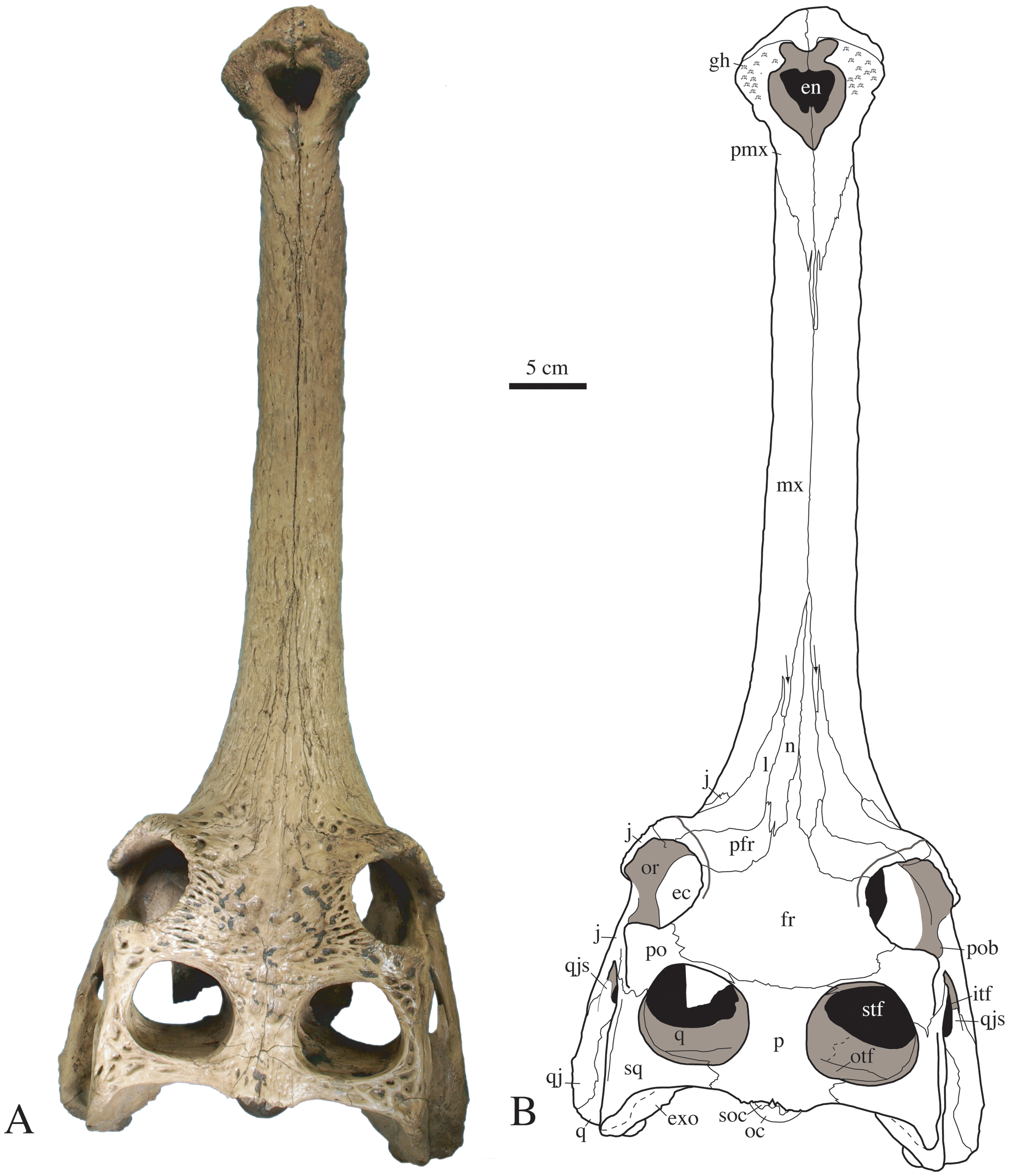
Cranio di Gavialis bengawanicus, dal Pleistocene.

L'evoluzione del gaviale e la sua relazione e divergenza con altri coccodrilli sono stati oggetto di controversia. Alcuni autori presumevano che il gaviale si fosse evoluto prima degli altri coccodrilli a causa della sua distintiva forma del cranio e dentatura, indicando un livello più avanzato di specializzazione ad una dieta piscivora. Altri hanno ipotizzato che si sia evoluto molto più tardi degli altri coccodrilli a causa dei bassi livelli di proteine nel sangue. Poiché condivide questo tratto con il falso gaviale, è stato suggerito che queste due specie formino gruppo gemello. Al contrario, è stato suggerito che il gaviale e tutti gli altri coccodrilli formino un gruppo gemello poiché la struttura dei muscoli della coda del gaviale è unica. Il sequenziamento di un segmento ribosomiale del DNA mitocondriale del gaviale e del falso gaviale ha rivelato che i due condividono 22 nucleotidi unici, una somiglianza del 94%, a sostegno dell'ipotesi che rappresentino dei taxa gemelli. Anche le analisi delle sequenze geniche nucleari di entrambe le specie supportano l'idea che siano taxa gemelli.
I risultati degli studi di genetica molecolare indicano che i coccodrilli si sono separati geneticamente dagli pseudosuchi nel Giurassico superiore, circa 150 milioni di anni fa. Si stima che Gavialidae si sia discostato da Crocodylidae nel Cretaceo superiore, circa 80 milioni di anni fa (Campaniano). Il gaviale si è probabilmente separato dal falso gaviale nell'Eocene, circa 42 milioni di anni fa. La datazione di punta con l'estinto Thoracosaurus indica una divergenza tra il gaviale e il falso gaviale a circa 38 milioni di anni fa.
Il genere Gavialis si è, probabilmente, evoluto nella regione dell'India e del Pakistan nel Miocene inferiore. I resti fossili di gaviali ritrovati nelle colline Sivalik di Haryana e Himachal Pradesh sono stati datati tra il Pliocene e il Pleistocene inferiore. Altri resti fossili sono stati ritrovati anche in due siti nella valle del fiume Ayeyarwady nel Myanmar centrale, datati al tardo Pleistocene. Durante il Quaternario, Gavialis allargò il suo areale fino a Giava attraverso la rotta Siva-Malese, che non richiedeva l'attraversamento di aree marine. I resti fossili di Gavialis bengawanicus trovati a Giava risalgono al Pleistocene inferiore. I fossili di G. bengawanicus trovati nella provincia thailandese di Nakhon Ratchasima supportano, inoltre, l'idea che i gaviali siano riusciti ad espandere il loro areale attraverso i sistemi fluviali dell'area. G. bengawanicus rappresenta l'unica specie estinta di Gavialis valida. Resti attribuiti a Gavialis sono stati ritrovati anche a Sulawesi e nell'isola di Woodlark, a est della linea di Wallace; ciò suggerisce che un gruppo di Gavialis fu in grado di attraversare ambienti marini e di raggiungere luoghi estremamente lontani, come l'Oceania occidentale (Delfino e De Vos, 2010).

### Filogenesi
Il seguente albero filogenetico è stato suggerito nel 2012, per le relazioni tassonomiche del gaviale:
|  | Gavialis  |
|  |           |
|  | Tomistoma |
|  |           |

|  | Crocodylus                                                |
|  |                                                           |
|  | \| \| Mecistops \| \| \| \| \| \| Osteolaemus \| \| \| \| |
|  |                                                           |
|  | Mecistops                                                 |
|  |                                                           |
|  | Osteolaemus                                               |
|  |                                                           |

|  | Mecistops   |
|  |             |
|  | Osteolaemus |
|  |             |

|  | Gavialis  |
|  |           |
|  | Tomistoma |
|  |           |

|  | Crocodylus                                                |
|  |                                                           |
|  | \| \| Mecistops \| \| \| \| \| \| Osteolaemus \| \| \| \| |
|  |                                                           |
|  | Mecistops                                                 |
|  |                                                           |
|  | Osteolaemus                                               |
|  |                                                           |

|  | Mecistops   |
|  |             |
|  | Osteolaemus |
|  |             |

|  | Gavialis  |
|  |           |
|  | Tomistoma |
|  |           |

|  | Crocodylus                                                |
|  |                                                           |
|  | \| \| Mecistops \| \| \| \| \| \| Osteolaemus \| \| \| \| |
|  |                                                           |
|  | Mecistops                                                 |
|  |                                                           |
|  | Osteolaemus                                               |
|  |                                                           |

|  | Mecistops   |
|  |             |
|  | Osteolaemus |
|  |             |

|  | Gavialis  |
|  |           |
|  | Tomistoma |
|  |           |

|  | Crocodylus                                                |
|  |                                                           |
|  | \| \| Mecistops \| \| \| \| \| \| Osteolaemus \| \| \| \| |
|  |                                                           |
|  | Mecistops                                                 |
|  |                                                           |
|  | Osteolaemus                                               |
|  |                                                           |

|  | Mecistops   |
|  |             |
|  | Osteolaemus |
|  |             |

## Biologia
Il gaviale è uno dei coccodrilli meglio adattati alla vita acquatica, spendendo la maggior parte del suo tempo in acqua, uscendone solo per crogiolarsi al sole sulle rive dei fiumi. Gli adulti hanno zampe molto deboli che non li rendono in grado di camminare nel vero senso della parola, trascinando piuttosto il corpo sul terreno. Per contro, l'animale in acqua è estremamente agile, grazie alle zampe palmate, alle creste sulle zampe ed alla coda appiattita che permette loro di muoversi a proprio piacimento e di riuscire a manovrare rapidamente e senza sforzo. Essendo un animale ectotermo, il gaviale regola la propria temperatura corporea rimanendo in acqua durante i periodi caldi per raffreddarsi, e si crogiola al sole quando la temperatura ambiente è più fredda per riscaldarsi. I gaviali si crogiolano al sole quotidianamente durante la stagione fredda, soprattutto al mattino, prediligendo spiagge sabbiose e umide. Quando le temperature aumentano, i gaviali cambiano routine, preferendo crogiolarsi la mattina presto, ritornando in acqua durante le ore più calde del giorno, per poi tornare a crogiolarsi nel tardo pomeriggio. Spesso si crogiolano in gruppo, spesso composto da un maschio adulto e diverse femmine e subadulti. I maschi adulti dominano sul gruppo e tollerano solo i maschi più giovani. Tra dicembre e gennaio, spesso si formano grandi gruppi di giovani, subadulti e adulti, che si riuniscono per crogiolarsi al sole insieme. Gruppi di maschi e femmine adulte, in genere si riuniscono entro la metà di febbraio.
Il gaviale condivide l'habitat fluviale con il coccodrillo palustre (Crocodylus palustris) in alcune zone del suo areale. Usano gli stessi terreni di nidificazione, ma differiscono nella scelta dei siti in cui si crogiolano. I gaviali prediligono crogiolarsi vicino all'acqua su spiagge sabbiose poco profonde e depongono le uova solo in terreni sabbiosi vicino all'acqua. Anche il coccodrillo palustre predilige crogiolarsi anche sulle spiagge sabbiose, ma a differenza del gaviale può arrampicarsi anche su argini più ripidi e su terreni rocciosi, allontanandosi spesso dall'acqua sia per crogiolarsi che per costruire i loro nidi. Le due specie hanno anche diete diverse: il gaviale è prevalentemente piscivoro, mentre il coccodrillo palustre preda anche pesci, ma predilige prede più grandi come serpenti, tartarughe, uccelli, mammiferi e carogne. In passato, quando il suo areale si estendeva fino ai delta dei fiumi, vi era una simile convivenza anche col coccodrillo marino (Crocodylus porosus).

### Dieta

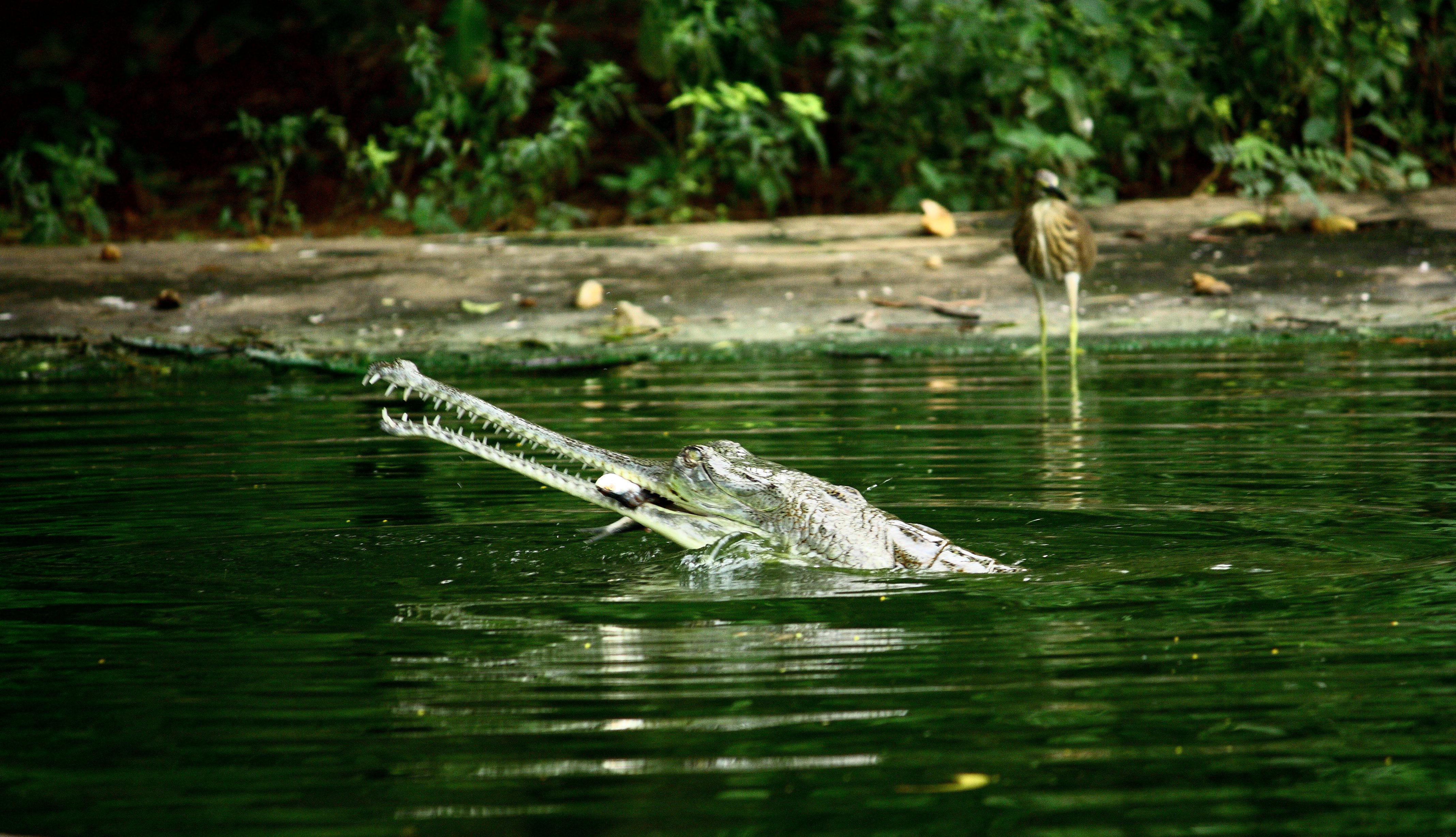
Un gaviale emerge per ingoiare un pesce in India.

Il gaviale è il coccodrillo meglio adattatosi ad una dieta primariamente piscivora, grazie ai suoi denti affilati che si incastrano a cerniera quando l'animale serra le fauci, formando una trappola naturale per i pesci, ed il suo lungo e sottile muso, che incontra poca resistenza nell'acqua, consentendo repentini movimenti laterali atti alla predazione. Il morso è forte e veloce e permette di uccidere la preda istantaneamente. Spesso i gaviali utilizzano il corpo e la coda per tagliare le vie di fuga alle prede, costringendole a dirigersi verso le rive, dove possono essere catturate con maggiore facilità. Sebbene i gaviali catturino le prede in immersione, come gli altri coccodrilli essi sono costretti ad emergere per inghiottirle. Come tutti i coccodrilli, i gaviali non masticano le prede, ingoiandole intere. Alcuni giovani esemplari sono stati osservati mentre manovravano i pesci nelle loro fauci, ingoiandoli cominciando dalla testa.
I giovani gaviali si nutrono di insetti, girini, piccoli pesci e rane. Gli adulti si nutrono primariamente di pesci, sebbene possono includere nella loro dieta anche altri animali, come piccoli crostacei. Nello stomaco di alcuni esemplari sono stati ritrovati i resti di tartarughe dal guscio molle del Gange (Nilssonia gangetica). Ingoiando le prede intere, i gaviali fanno a pezzi le loro prede nei loro stomaci, aiutandosi raccogliendo e ingoiando pietre, come gastroliti, per aiutare la digestione e/o per regolare la galleggiabilità. Nello stomaco di alcuni gaviali sono stati trovati persino dei gioielli, probabilmente scambiati per pietre. Nello stomaco di un esemplare ucciso sul fiume Sharda, nel 1910, sono state trovate pietre del peso di circa 4,5 kg (10 libbre). Sebbene si nutrano primariamente di pesci, i gaviali non disdegnano di nutrirsi di carogne. Nella cultura Indù, i cadaveri dei defunti vengono cremati nel Gange, ed i resti dei cadaveri vengono talvolta mangiati dai gaviali. Racconti di attacchi all'uomo a scopo predatorio non sono confermati. L'unico caso segnalato dalle autorità sarebbe l'uccisione di un uomo nel santuario naturale di Chandraprahba, schiacciato dal potente morso dell'animale ma non divorato; tuttavia, non vi sono conferme ufficiali.

### Riproduzione

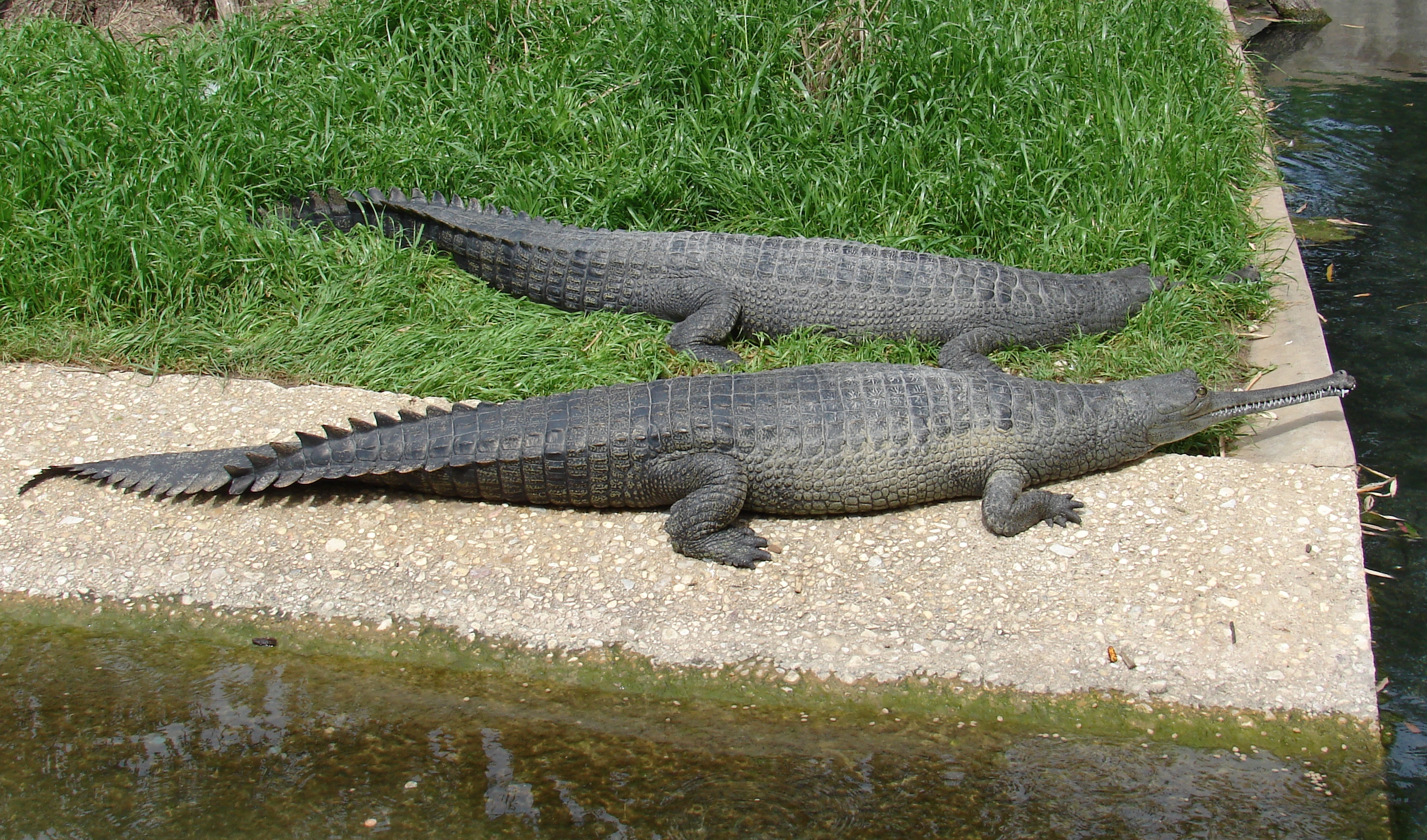
Una coppia di gaviali, allo zoo di San Antonio.

Le femmine raggiungono la maturità sessuale quando raggiungono i 2,6 metri (8 piedi 6 pollici) di lunghezza. Le femmine in cattività si riproducono quando raggiungono i 3 metri (9 piedi e 10 pollici). I maschi, invece, maturano all'età di 15-18 anni, quando raggiungono i 4 metri (13 piedi) di lunghezza e una volta che il ghara si è sviluppato sul loro muso. Il ghara è apparentemente usato per indicare la maturità sessuale nei maschi, e come "cassa di risonanza" quando emettono suoni gorgoglianti sott'acqua.
Il corteggiamento e l'accoppiamento iniziano a metà febbraio alla fine della stagione fredda. I maschi controllano un harem di diverse femmine, scegliendo un banco sabbioso affiorante e scacciandone energicamente gli intrusi. I maschi corteggiano le femmine gonfiando il collo, soffiando bolle dal naso in immersione ed emettendo suoni sibilanti o gutturali che possono essere uditi anche a un chilometro di distanza. Durante la stagione secca, le femmine riproduttive, osservate nel fiume Chambal, si spostano abitualmente per 80–120 km, e si uniscono a gruppi di riproduzione composti da femmine, per scavare insieme i nidi. I siti per costruire i nido sono le rive sabbiose o di limo lungo il fiume situati tra i 2,5 e i 14,5 metri di distanza dall'acqua, e da 1 a 3,5 metri sopra il livello dell'acqua, per evitare le inondazioni. Questi nidi hanno una profondità di circa 20-55 centimetri, con un diametro di circa 50-60 centimetri. Tra la fine di marzo e l'inizio di aprile, le femmine depongono da 20 a 95 uova. Il numero record di uova in una sola covata è di una covata di 97 uova trovata nel Katarniaghat Wildlife Sanctuary. Le uova sono le più grandi di tutti i coccodrilli e pesano in media 160 grammi. Ciascun uovo è lungo 85-90 millimetri e largo 65-70 millimetri (2,6-2,8 pollici). Dopo 71-93 giorni di incubazione, le uova si schiudono a luglio appena prima dell'inizio della stagione dei monsoni. La determinazione del sesso, come anche in altri rettili, è determinata dalla temperatura ambientale. Quando i piccoli escono dalle uova emettono dei flebili pigolii, che vengono uditi dalla femmina che aiuterà i cuccioli ad uscire dal nido. Tuttavia, contrariamente alla maggior parte dei coccodrilli, le femmine di gaviale non trasportano i cuccioli nelle fauci fino al fiume, in quanto le loro fauci sono troppo strette per trasportali senza ferirli. I cuccioli e le madri rimangono nei pressi dei siti di nidificazione fino all'arrivo delle inondazioni monsoniche per poi tornare dopo i monsoni.
Nei gaviali la cura e la protezione dei piccoli appena nati è a carico delle femmine. Tuttavia, in alcuni casi giovani maschi, hanno preso parte alla protezione dei cuccioli, anche se non erano i loro, rimanendo a sorvegliarli nei siti di nidificazione e permettendogli di riposare sulla loro schiena. In cattività questo fenomeno è meno frequente. Nel fiume Chambal, si è osservato come le femmine rimangano nei pressi dei siti di nidificazione, sorvegliavano i giovani gaviali fino a quando la zona non veniva allagata dai monsoni. Il monitoraggio radio VHF di un giovane maschio ha rivelato che era il maschio dominante che sorvegliare i nidi in un sito di nidificazione comune, per due anni.

### Crescita

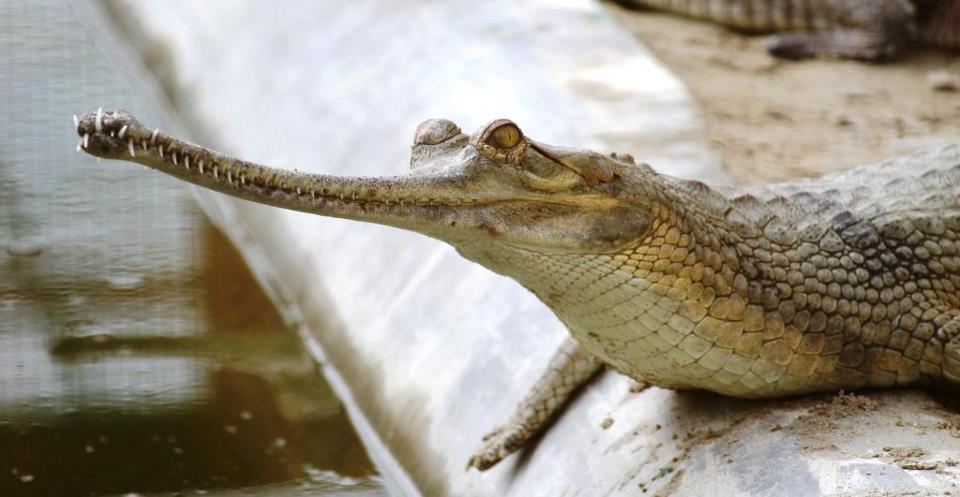
Un giovane gaviale in un centro di riproduzione in cattività, al Kukrail Reserve Forest

I cuccioli variano da 34 a 39,2 centimetri (13,4-15,4 pollici) di lunghezza, con un peso di 82-130 grammi (2,9-4,6 once). In due anni raggiungono una lunghezza di 80–116 centimetri (31–46 pollici), e di 130–158 centimetri (51–62 pollici) in tre anni. I gaviali nati e cresciuti nel Gharial Conservation and Breeding Center del Nepal misuravano 140-167 centimetri (55-66 pollici) e pesavano 5,6-10,5 kg (12-23 libbre) all'età di 45 mesi, nell'aprile 2013. Consumavano fino a 3,5 kg (7,7 libbre) di pesce per individuo al mese. All'età di 75 mesi, avevano raggiunto un peso di 5,9–19,5 kg (13–43 libbre), ed una lunghezza dal muso alla punta della coda di 169–229 centimetri (67–90 pollici).
I giovani gaviali nel loro primo anno di età si nascondono e cacciano in acque poco profonde preferibilmente in siti circondati da detriti di alberi caduti. Uno studio condotto lungo un tratto di 425 km (264 mi) del fiume Chambal ha rivelato che i giovani gaviali, fino a una lunghezza corporea di 120 centimetri (3 piedi e 11 pollici) prediligono i siti dove l'acqua è poco profonda (1-3 metri). Man mano che le loro dimensioni aumentano, si spostano in acque sempre più profonde. I gaviali subadulti e adulti lunghi più di 180 centimetri preferiscono zone in cui l'acqua è più profonda di 4 metri.
I giovani gaviali si muovono in avanti spingendo le zampe diagonalmente opposte in modo sincrono. In giovane età possono anche correre, ma solo in situazioni di emergenza. Quando raggiungono una lunghezza di circa 75 centimetri (30 pollici) ed un peso di circa 1,5 kg (3,3 libbre), all'età di 8-9 mesi, cambiano anche il modo in cui si muovono spingendosi in avanti con le zampe posteriori e anteriori contemporaneamente. Gli adulti, inoltre, non sono in grado di camminare in posizione semi-eretta sulla terraferma, come gli altri coccodrilli. Quando si crogiolano al sole, sono quasi sempre rivolti verso l'acqua in modo da poterla raggiungere facilmente in caso di pericolo.

## Minacce
Si stima che la popolazione selvatica dei gaviale sia diminuita da 5.000-10.000 individui nel 1946 a meno di 250 individui nel 2006, con un calo del 96–98% entro tre generazioni. I gaviali venivano uccisi dai pescatori, cacciati per le loro pelli, trofei, per la medicine tradizionale e le loro uova venivano raccolte per essere vendute come alimento. Oggi, gli individui rimanenti formano diverse sottopopolazioni frammentate. La caccia non è più considerata una minaccia significativa. Tuttavia, la popolazione selvatica è diminuita da una stima di 436 gaviali adulti nel 1997 a meno di 250 individui maturi nel 2006. Una delle ragioni di questo declino è l'aumento dell'uso di reti da posta per la pesca nel loro habitat. L'altra principale causa è la perdita del loro habitat fluviale causa di dighe, sbarramenti, canali di irrigazione e argini artificiali; l'interramento e l'estrazione della sabbia hanno modificato i corsi dei fiumi; e la terra vicino ai fiumi è utilizzata per l'agricoltura ed il pascolo del bestiame.
Quando 111 gaviali vennero ritrovati morti nel fiume Chambal, tra il dicembre 2007 e il marzo 2008, inizialmente, si sospettava che la causa della loro morte fosse stata causata da sostanze tossiche o per l'uso illegale di reti da pesca, nelle quali erano rimasti intrappolati e successivamente annegati. Successivi test patologici post mortem su campioni di tessuto rivelarono alti livelli di metalli pesanti come piombo e cadmio, che, insieme alle ulcere gastriche e ai parassiti protozoi riportati nella maggior parte delle necroscopie, si pensa abbiano portato alla morte di questi individui.

## Conservazione
L'areale del gaviale del Gange, così come la consistenza numerica della specie, si sono ridotti del 96-98% circa nell'arco di circa settant'anni, passando dai 5000-10.000 individui selvatici stimati nel 1946 ai 235 censiti nel 2006: in virtù di questa improvvisa diminuzione, avvenuta in meno di una generazione, esso viene considerato una specie in pericolo critico. In India, il gaviale viene considerato un animale protetto dal 1972, mentre la CITES ascrive questo animale all'appendice I, proibendone quindi ogni commercio e consentendone il prelievo solo in casi eccezionali.
Attualmente, sussistono piccole popolazioni isolate di gaviale in tre aree protette lungo il fiume Mahanadi, nello stato indiano dell'Orissa, dove esse appaiono in crescita a dispetto del fatto che non ne venga osservata la riproduzione. Questi animali sono inoltre presenti in Nepal, dove sussistono popolazioni riproduttive ed in espansione nel parco nazionale di Chitwan e nel Parco nazionale reale di Bardia.

### Programmi di reintroduzione

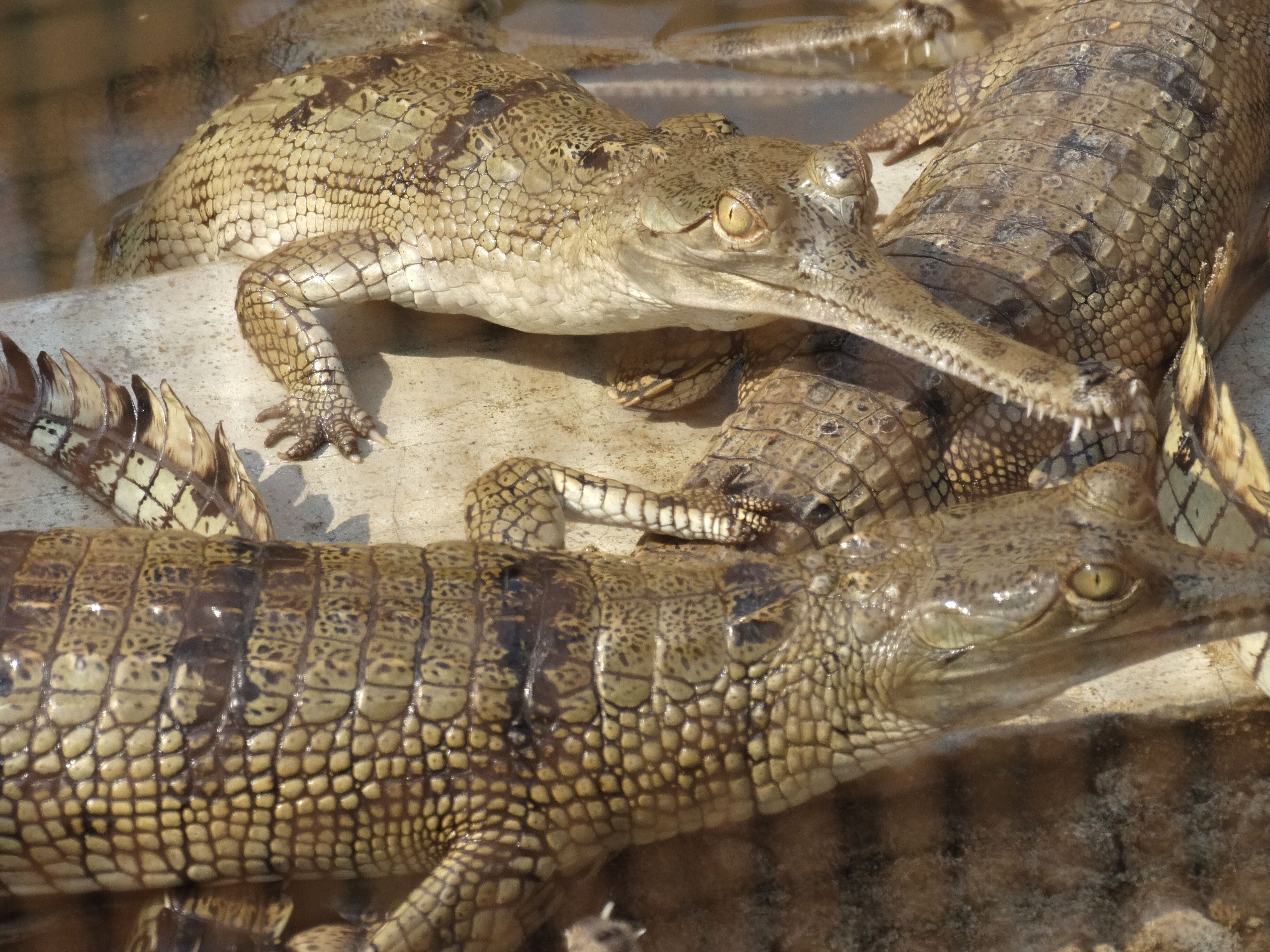
Gaviali al Gharial Conservation and Breeding Center, al Parco nazionale di Chitwan

Dalla fine degli anni '70, l'approccio alla conservazione del gaviale si è concentrato sull'allevamento in cattività e la reintroduzione in natura. I fiumi nelle aree protette dell'India e del Nepal venivano riforniti con giovani gaviali allevati in cattività. Le uova venivano raccolte dai nidi e incubate artificialmente, per limitare la perdita di neonati in natura, e una volta schiuse i giovani venivano allevati in santuari per 2-3 anni e rilasciati in natura una volta raggiunto il metro di lunghezza.
Nel 1975, l'Indian Crocodile Conservation Project venne istituito sotto gli auspici del Governo Indiano, inizialmente nel Santuario della gola di Satkosia di Odisha. Il progetto venne realizzato con il sostegno finanziario del Fondo delle Nazioni Unite per lo sviluppo e dell'Organizzazione per l'alimentazione e l'agricoltura. Il primo centro di riproduzione dei gaviali del paese è stato costruito nel Parco zoologico di Nandankanan. Un gaviale maschio è stato trasportato in aereo dal Giardino zoologico di Francoforte per diventare uno degli animali fondatori del programma di allevamento. Negli anni successivi furono istituite diverse aree protette. Nel 1976, furono istituiti due centri di riproduzione nell'Uttar Pradesh, uno nella Kukrail Reserve Forest e uno nel Katarniaghat Wildlife Sanctuary, con strutture per schiudere e allevare fino a 800 gaviali all'anno prima del loro rilascio nei fiumi. Tra il 1975 e il 1982, nel paese furono istituiti sedici centri di riabilitazione per coccodrilli e cinque santuari. Le uova di Gaviale furono inizialmente acquistate dal Nepal. Nel 1991, il Ministero dell'Ambiente e delle Foreste ha ritirato i fondi per i programmi di riproduzione in cattività e raccolta delle uova, sostenendo che il progetto aveva raggiunto il suo scopo. Nel 1997–1998, oltre 1.200 gaviali e oltre 75 nidi erano situati nel Santuario Nazionale di Chambal, ma non vennero effettuate indagini tra il 1999 e il 2003. Le uova di gaviale raccolte da nidi selvatici e riproduttori in cattività ammontavano a 12.000 fino al 2004. Le uova vennero incubate e i piccoli allevati fino ad una lunghezza di circa un metro o più. Più di 5.000 gaviali furono rilasciati nei fiumi indiani tra i primi anni '80 e il 2006. Nonostante il rilascio di 142 gaviali tra il 1982 e il 2007 nel fiume Ken, solo una femmina adulta è stata avvistata nel fiume nella primavera del 2013, indicando che la maggior parte dei gaviali rilasciati non si erano riprodotti.
Nel dicembre del 2010 l'allora ministro dell'ambiente indiano Jairam Ramesh, durante una visita a una delle strutture adibite alla riproduzione dei gaviali situata a Madras, annunciò la creazione di un comitato di coordinazione per la conservazione di questo rettile operante su un'area di 1600 chilometri quadrati lungo il fiume Chambal, fra gli stati di Madhya Pradesh, Rajasthan ed Uttar Pradesh. Quest'ente avrebbe avuto rappresentanti provenienti dai ministeri e dai dipartimenti preposti al controllo delle risorse idriche, allo sviluppo ed all'agricoltura dei tre stati indiani, oltre a portavoce delle varie associazioni ed enti per la conservazione della fauna (fra cui il WWF). Compito dell'ente sarebbe stato quello di fare luce sull'ecologia ed il comportamento del gaviale, al fine di meglio valutare eventuali strategie di protezione della specie e del suo ambiente. A questo scopo venne mobilitato su base quinquennale un fondo di 50-80 milioni di rupie, pari a circa 1-1,5 milioni di euro.
In Nepal, le uova selvatiche raccolte lungo i fiumi vennero incubate nel Gharial Conservation and Breeding Centre nel Parco nazionale di Chitwan, dal 1978. Il primo lotto di 50 gaviali è stato rilasciato nella primavera del 1981 nel fiume Narayani. Negli anni successivi, i gaviali furono rilasciati anche in altri cinque fiumi del paese. Nel 2016, questo centro era sovraffollato con più di 600 gaviali di età compresa tra i 5 e i 12 anni e molti erano troppo vecchi per essere rilasciati. Tra il 1981 e il 2018, un totale di 1.365 gaviali vennero rilasciati nel sistema fluviale Rapti–Narayani. La reintroduzione dei gaviali ha aiutato a mantenere questa popolazione, ma il tasso di sopravvivenza dei gaviali rilasciati era piuttosto basso. Dei 36 gaviali marcati rilasciati nelle stagioni primaverili del 2002 e del 2003 nei fiumi Rapti–Narayani, solo 14 vennero ritrovati vivi nella primavera del 2004. Questo programma di reintroduzione è stato criticato nel 2017 venendo etichettato come incompleto e scoordinato, in quanto spesso venivano rilasciati anche gaviali vecchi e inadatti alla riproduzione, venendo rilasciati in località disturbate e durante i mesi freddi sfavorevoli al rilascio, oltre all'assente valutazione dell'efficacia di questi rilasci. Ad esempio, fra il 1977 ed il 2006 in una riserva sul fiume Girwa vennero rilasciati 909 animali, ma sono stati individuati solo 20 nidi, mentre nel santuario di Chambal a fronte dei 3776 gaviali rilasciati fra il 1978 ed il 2006 sono stati individuati 68 nidi. Spesso, inoltre, i giovani esemplari durante la stagione dei monsoni vengono portati a valle dalla corrente, in zone non protette dove sono ancora più vulnerabili all'inquinamento ed al bracconaggio. È stato suggerito, piuttosto, di lasciare i nidi selvatici sul posto, aumentando invece la protezione dei siti di nidificazione e monitorando il movimento degli animali.
Il rilascio dei gaviali allevati in cattività non ha contribuito in modo significativo a ristabilire popolazioni vitali. Il monitoraggio dei gaviali rilasciati ha rivelato che i programmi di reintroduzione non hanno affrontato più fattori che influenzano la loro sopravvivenza. Questi fattori includono disturbi dovuti a deviazioni dei corsi fluviali, le attività di estrazione della sabbia, la coltivazione delle rive dei fiume, la pesca eccessiva da parte della popolazione locale e mortalità correlata a metodi di pesca come l'uso di reti da posta e la pesca con dinamite. Nel 2017, i membri del Crocodile Specialist Group hanno quindi raccomandato di promuovere il coinvolgimento delle comunità locali nei programmi di conservazione del gaviale.

### In cattività

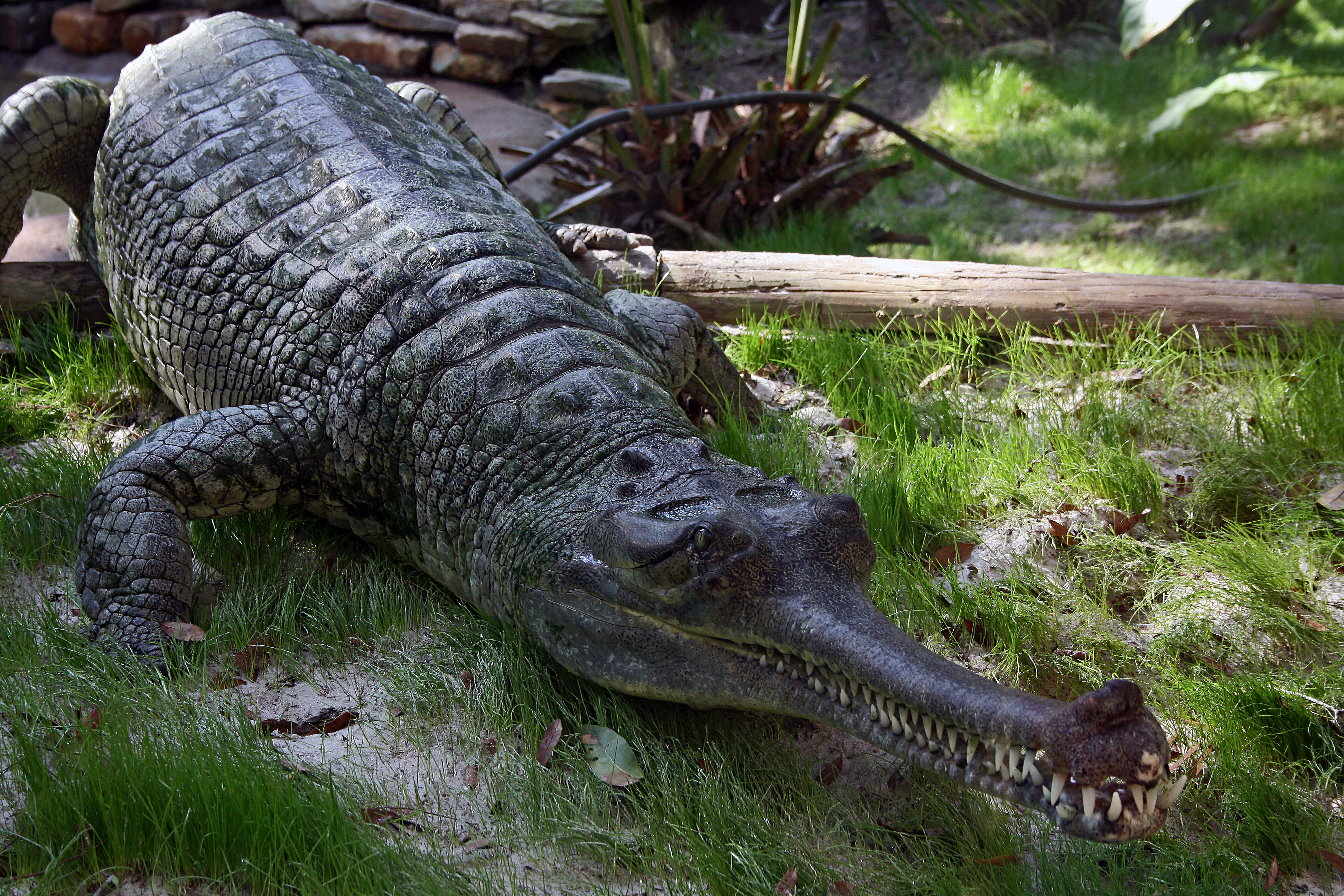
Gaviale, in uno zoo della Florida

A partire dal 1999, i gaviali sono ospitati anche nel Madras Crocodile Bank Trust, nel Mysore Zoo, nello zoo di Jaipur e nel Kukrail Gharial Rehabilitation Center, in India.
In Europa, i gaviali sono ospitati nello zoo di Praga e nel Protivin Crocodile Zoo nella Repubblica Ceca, e nel Zoologischer Garten Berlin. Il libro genealogico europeo dell'European Association of Zoos and Aquaria è conservato nello zoo di Praga dal 2017. La Ferme aux Crocodiles in Francia ha ricevuto sei giovani esemplari nel 2000 dal Gharial Breeding Center in Nepal.
Negli Stati Uniti, i gaviali sono ospitati a Busch Gardens Tampa, Cleveland Metroparks Zoo, Fort Worth Zoo, Honolulu Zoo, San Diego Zoo, National Zoological Park, San Antonio Zoo and Aquarium e St. Augustine Alligator Farm Zoological Park. Lo zoo del Bronx e lo zoo di Los Angeles ricevettero dei gaviali nel 2017.

## Nella cultura

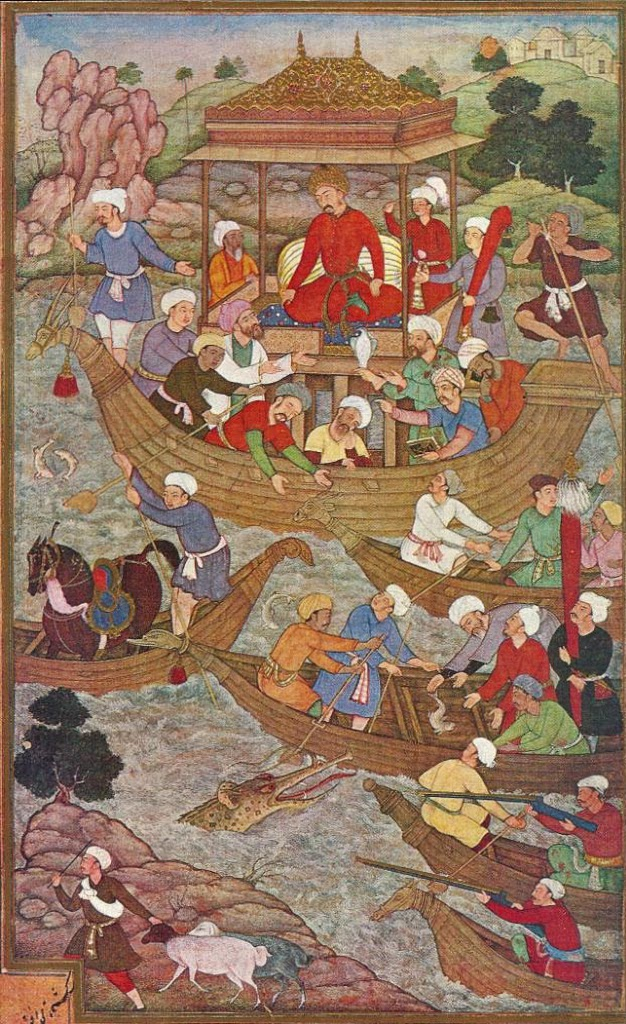
Una illustrazione in miniatura del Baburnama che mostra un gaviale, ca. 1598, Museo Nazionale, Nuova Delhi.

Le prime raffigurazioni conosciute del gaviale risalgono alla civiltà della valle dell'Indo. Diversi sigilli e tavolette presentano immagini di un gaviale, spesso con un pesce tra le fauci e/o circondato da pesci. Una di queste tavolette mostra una divinità affiancata da un gaviale e un pesce. Questi manufatti hanno circa 4.000 anni e sono stati trovati a Mohenjo-daro e Amri, nel Sindh.
Un gaviale è raffigurato in una delle incisioni rupestri su un pilastro del Sanchi Stupa, che risale al III secolo aC. Nella mitologia indù, il gaviale è il veicolo della divinità fluviale Gaṅgā e della divinità del vento Varuṇa.
Nel libro Baburnama del XVI secolo, Zahir-ud-din Muhammad Babur descrisse l'avvistamento di un gaviale nel fiume Ghaghara tra Ghazipur e Benares, nel 1526.
Nel 1915, un ufficiale britannico osservò il metodo tradizionale dei pescatori Kehal per cacciare i gaviali lungo l'Indo. I pescatori fissavano delle reti a circa 60-75 centimetri sotto la linea di galleggiamento vicino a un banco di sabbia e aspettavano che i gaviali uscissero dal fiume per crogiolarsi al sole. Dopo un po' i pescatori uscivano dai loro nascondigli, spingendo i gaviali a lanciarsi verso il fiume, rimanendo impigliati nelle reti.
La popolazione locale del Nepal attribuisce vari poteri mistici al ghara dei gaviali maschi, e per questo numerosi esemplari maschi vennero uccisi per raccogliere il rigonfiamento sul muso. La gente di Tharu credeva che il ghara avrebbe respinto insetti e parassiti se bruciato in un campo, e che le uova di gaviale sarebbero state un efficace medicinale contro la tosse e come afrodisiaco. I gioielli trovati negli stomaci dei gaviali potrebbero essere stati la ragione della convinzione della popolazione locale che questi animali fossero un pericolo per le persone ed andassero cacciati.
I nomi locali per il gaviale includono "Lamthore gohi" e "Chimpta gohi" in nepalese, dove gohi significa coccodrillo; "Gharial" in hindi; "Nakar" e "Bahsoolia nakar" in Bihari; "Mecho kumhir" in bengalese, dove "mecho" deriva da "māch" che significa pesce; "Thantia kumhira" in Odia, con "thantia" derivato dalla parola sanscrita "tuṇḍa" che significa becco, muso o proboscide di elefante; il maschio è chiamato "Ghadiala" e la femmina "Thantiana" in Odia.